# Dexter Coakley
William Dexter Coakley (* 20. Oktober 1972 in Charleston, South Carolina) ist ein ehemaliger US-amerikanischer American-Football-Spieler. Er spielte insgesamt zehn Saisons auf der Position des Linebackers für die Dallas Cowboys und St. Louis Rams in der National Football League (NFL).

## College
Coakley spielte College Football an der Appalachian State University für deren Footballteam, die Appalachian State Mountaineers. In seiner ersten Saison wurde er zum Southern Conference Freshman of the Year gewählt. 1995 und 1996 gewann er als erster und bisher (Stand: 2018) einziger Spieler zweimal den Buck Buchanan Award, der an den besten Verteidiger in der Division I-AA vergeben wird. Zusätzlich wurde er dreimal zum All-American gewählt. Mit 616 Tackles hat er die zweitmeisten in der Geschichte der Southern Conference erzielt. 2011 wurde er als erster Spieler der Mountaineers in die College Football Hall of Fame aufgenommen.

## NFL

### Dallas Cowboys
Coakley wurde im NFL Draft 1997 in der dritten Runde von den Dallas Cowboys ausgewählt. Er entwickelte sich schnell zum Starter, wo er den von den Philadelphia Eagles verpflichteten Darrin Smith auf der Position des Weakside Linebackers ersetzte. In seiner ersten Saison wurde er ins All-Rookie Team gewählt, später folgten drei Nominierungen für den Pro Bowl. Mitte der Saison 2001 verpasste er sein einziges Spiel in Folge einer Knieverletzung. In seiner Zeit bei den Cowboys spielte er in 127 Spielen von Beginn an. In dieser Zeit konnte er vier Interceptions zu einem Touchdown zurücktragen, womit er gemeinsam mit Dennis Thurman einen Franchise-Rekord hält. Sein Mitspieler Dat Nguyen beschrieb ihn:

“Dexter was a military guy, and everything had to be so perfect. He was focused all week and for the entire game.”

„Dexter war ein militärischer Typ, alles musste so perfekt sein. Er war die ganze Woche und über das komplette Spiel konzentriert.“

### St. Louis Rams
Nachdem die Cowboys Coakleys Vertrag vorzeitig auflösten, verpflichteten ihn am 3. März 2005 die St. Louis Rams. Er erhielt einen Fünf-Jahres-Vertrag, der ihm ein Gehalt von 14,5 Millionen US-Dollar zusicherte. Zusätzlich erhielt er einen Unterschriften Bonus von 3 Millionen US-Dollar. Am 4. Dezember 2005 brach er sich ein Bein und verletzte sich zusätzlich am Knöchel. Daraufhin wurde er auf der Injured Reserve List platziert und die Saison war für ihn beendet. Am 26. Februar 2007 wurde er von den Rams entlassen.